# Soissons-sur-Nacey
Soissons-sur-Nacey település Franciaországban, Côte-d’Or megyében. Lakosainak száma 357 fő (2022. január 1.). Soissons-sur-Nacey Vielverge, Flammerans, Champagney és Pointre községekkel határos.

## Népesség
A település népessége az elmúlt években az alábbi módon változott:
| Lakosok száma | 199  | 221  | 216  | 298  | 360  | 362  | 360  | 362  | 361  | 357  |
|               | 1968 | 1982 | 1990 | 2006 | 2013 | 2015 | 2017 | 2019 | 2020 | 2022 |